# 黑斑岩螺
黑斑岩螺（学名：Mancinella intermidia），是新腹足目骨螺科丝岩螺属的一种。主要分布于台湾，常栖息在潮间带岩礁。